# Ich Troje
Ich Troje es un grupo polaco de pop formado por: Michał Wiśniewski, Jacek Łągwa y los y últimos miembros femeninos: Magdalena Pokora (nombre artístico: Magda Femme), Justyna Majkowska, Ania 'Aniqa' Wiśniewska, Jeanette Vik y Justyna Panfilewicz.

## Carrera
Ich Troje fue concebido en 1996 por el letrista Michal Wisniewski y el compositor Jacek Łągwa. Wisniewski, el carismático cantante de pelo rojo, ha sido la persona más popular en los negocios del show polaco durante varios años. El nombre del grupo puede traducirse como "Los tres de ellos", o en inglés, "the three of them".
La música del grupo es castigada por los críticos. Son extravagantes y originales, lo que no influye en la calidad de sus canciones. Wisniewski francamente se defiende a sí mismo, que él en realidad no puede cantar (tiene una fuerte voz rota). Sin embargo, desde aproximadamente el año 2000, Ich Troje ha sido el más popular grupo polaco. En los dos últimos años Ich Troje han dado más de 300 conciertos. Sus conciertos son grandes espectáculos que combinan el poder de la música pop con el brío de un musical. Hablan sobre el amor, la traición, rupturas, en una dramática atmósfera. 
El 25 de enero de 2003 el público decidió por primera vez que ellos representarían a Polonia en el Festival de Eurovisión. El líder del grupo, Michał Wiśniewski, definió el tema Keine Grenzen como "la canción que unificaría Europa", pues fue interpretada en tres idiomas: polaco, alemán y ruso, los idiomas de los países que habían estado enfrentados hace tiempo. Polonia quedó en 7.º lugar en el concurso, la mejor posición después de la de su debut en 1994. Tres años más tarde volvieron a concursar en la final nacional polaca para ir a Eurovisión, con la canción Follow my heart, uniéndose al grupo el rapero O-Jay. Fueron los representantes para el Festival de Eurovisión 2006 pero no consiguieron pasar a la final, quedando en 11.º lugar en la semifinal.

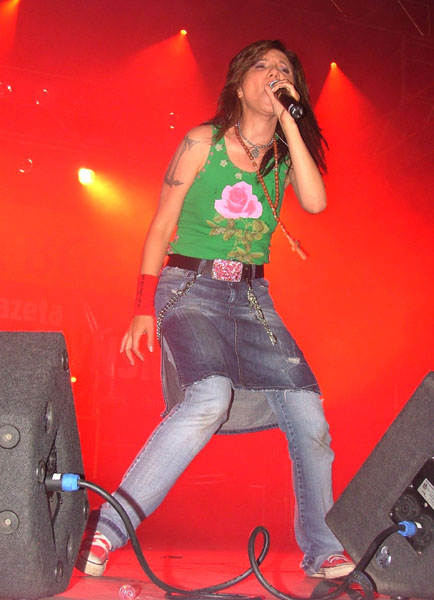
Magda Femme, componente de Ich Troje.

Ich Troje se separaron en 2003, un par de meses después de su participación en el festival de Eurovisión 2003. Michał Wiśniewski y Justyna Majkowska continuaron por caminos diferentes. Sin embargo volvieron a la escena musical poco después.

## Grupo
- Jacek Łągwa (creador y pianista)
- Michał Wiśniewski (creador y voclista)
- Magda Femme de 1996 a 2000 y 2006
- Justyna Majkowska de 2000 a 2003 y 2006 (vuelve para eurovisión 2006)
- Anna Wiśniewska de 2003 a la actualidad

## Discografía
| Año  | Álbum                        | Posición | Ventas         | Certificación |
| ---- | ---------------------------- | -------- | -------------- | ------------- |
| 1996 | Introducción                 | #23      | 5,000 copias   | -             |
| 1997 | Cd ITI.                      | #10      | 40,000 copias  | Oro           |
| 1999 | Lo mejor de ...              | #48      | -              | -             |
| 1999 | 3                            | #33      | 10,000 copias  | -             |
| 2000 | 3 (reedición)                | #2       | 100,000 copies | Platino       |
| 2001 | Anuncio. 4                   | #1       | 950,000 copias | Diamante      |
| 2002 | Quinta ... y dejar que hable | #1       | 800,000 copias | Diamante      |
| 2003 | La mejor de las tres         | #1       | 256,000 copias | Platino x2    |
| 2004 | 6-dad Ostatní parada         | #2       | 35,000 copias  | Oro           |
| 2006 | 7 pecados capitales          | -        | 138,600 copias | Platino       |
| 2008 | Ósmy obcy pasażer            |          |                |               |
| 2017 | Pierwiastek z dziewięciu     |          |                |               |
| 2022 | Projekt X                    |          |                |               |

### En polaco
- Página oficial
- Ich troje - Página no oficial
- www.ichtroje.oz.pl - Otra página no oficial

### En español
- Ich Troje.Tk
- Lycos

- Datos: Q578742
- Multimedia: Ich Troje / Q578742